# Max Hoenow
Ferdinand August Max Hoenow (* 16. Juni 1851 in Berlin; † 31. Januar 1909 ebenda) war ein deutscher Landschaftsmaler.

## Leben
Nach Besuch des Friedrichs-Gymnasiums studierte er 1869 an der Berliner Kunstakademie und war dann Meisterschüler bei Carl Steffeck. Anfangs der Porträtmalerei zugetan, ging er dann aber ganz zur Landschaftsmalerei über. Er verbrachte fünf Jahre auf dem Lande, zeitweise in der Ragöser Mühle bei Eberswalde, zeitweise in Ilsenburg im Harz. Anfang der 1880er Jahre nach Berlin zurückgekehrt, beendete er seine Studienzeit beim Landschaftsmaler Carl Ludwig und wirkte hier als Mitglied der Allgemeinen Deutschen Kunstgenossenschaft. Ab 1884 war er regelmäßig auf Ausstellungen vor allem in Berlin und München vertreten, wo er insbesondere stimmungsvolle Heide- und Waldlandschaften zeigte. Verheiratet war er mit Hedwig von Hagen, der Tochter eines Polizeirats.
Seine letzte Ruhestätte fand er nach Umbettung auf dem Südwestkirchhof Stahnsdorf.

## Werke

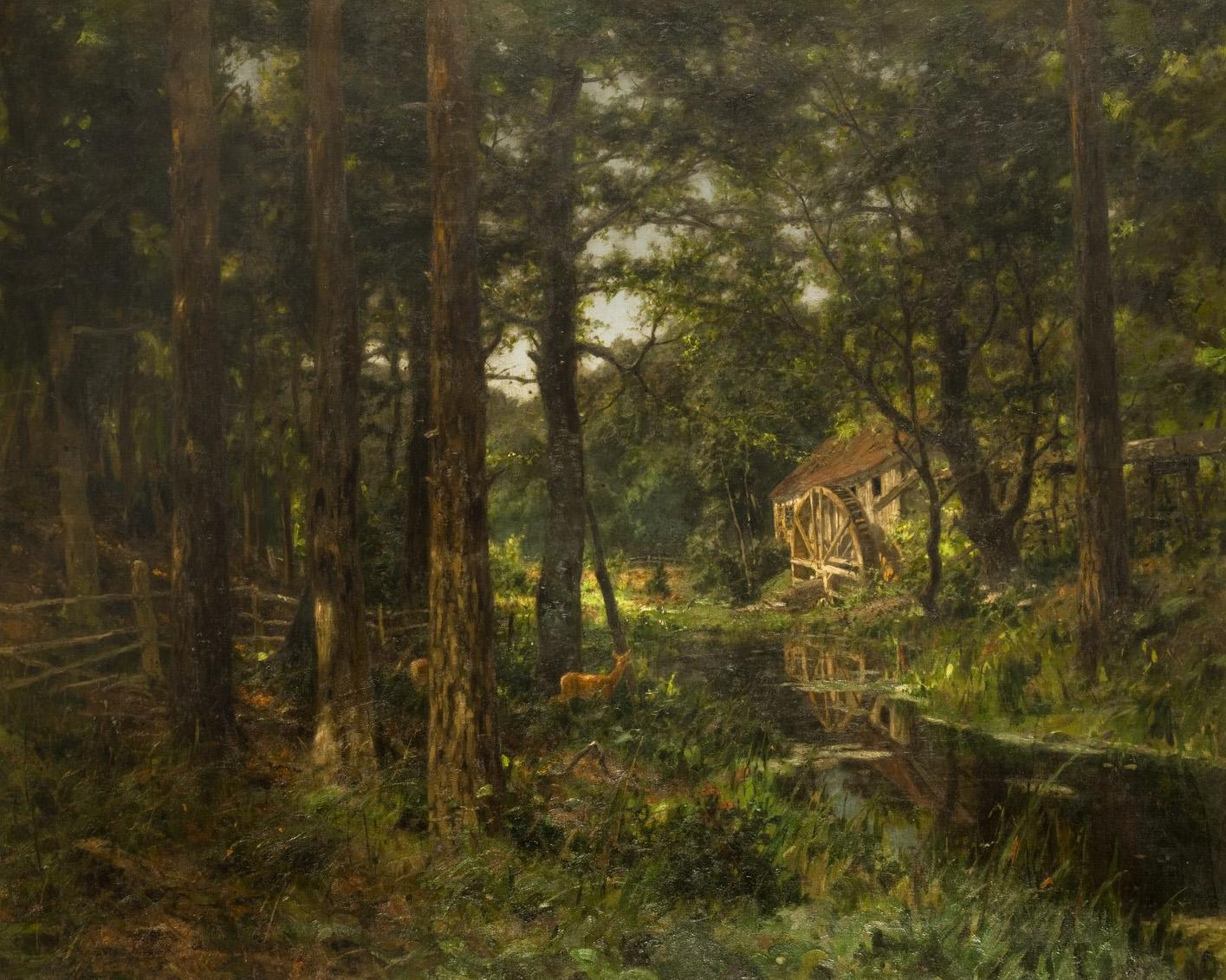
Max Hoenow: Waldmühle

- 1886 Waldteich (Privatbesitz Raisting)
- 1890 Erlenteich (ehem. im Bes. des Prinzregenten Luitpold von Bayern)
- 1891 Erlenbruch (Mus. Wiesbaden)
- 1893 Mitten im Walde (im Besitz der Ehzn. Clotilde von Österreich)
- 1896 An der Waldmühle (Mus. Magdeburg)
- Alte Mühle (Mus. Erfurt)